# 59号州际公路
59号州际公路（英語：Interstate 59）是一条南北方向的州际公路。该公路连接了路易斯安那州斯莱德尔和佐治亚州戴德县，全长445.23英里。